# Овсіще
Овсіще (пол. Owsiszcze) — село в Польщі, у гміні Кшижановиці Рациборського повіту Сілезького воєводства. Населення — 776 осіб (2011).

## Демографія
Демографічна структура станом на 31 березня 2011 року:
|          | Загалом | Допрацездатний вік | Працездатний вік | Постпрацездатний вік |
| -------- | ------- | ------------------ | ---------------- | -------------------- |
| Чоловіки | 371     | 60                 | 267              | 44                   |
| Жінки    | 405     | 65                 | 241              | 99                   |
| Разом    | 776     | 125                | 508              | 143                  |